# Šarbanovac (gmina Sokobanja)
Šarbanovac (cyr. Шарбановац) – wieś w Serbii, w okręgu zajeczarskim, w gminie Sokobanja. W 2011 roku liczyła 402 mieszkańców.